# Svarthandad gibbon
Svarthandad gibbon (Hylobates agilis) är en däggdjursart som beskrevs av F. Cuvier 1821. Hylobates agilis ingår i släktet Hylobates och familjen gibboner. Inga underarter finns listade i Catalogue of Life. Några zoologer skiljer mellan underarterna  H. a. agilis och H. a. unko men denna indelning är omstridd.

## Utseende
Arten har ungefär samma storlek som de andra gibbonerna. Vikten varierar mellan 4 och 6 kg och honor är med en genomsnittlig vikt av 5,4 kg något mindre än hanar som väger omkring 5,8 kg. Pälsens grundfärg kan vara ljusbrun, brun, rödbrun eller svart. Kännetecknande för arten är vita ögonbryn. Dessutom har hanar vita kinder. Svarthandad gibbon har liksom de andra arterna av samma släkte långa främre extremiteter. Vid strupen finns ett säckliknande organ för att framkalla höga läten. En svans saknas.

## Utbredning och habitat
Denna gibbon förekommer på södra Malackahalvön och på Sumatra. I bergstrakter når arten 1400 meter över havet. Habitatet är täta skogar i låglandet eller i bergstrakter.

## Ekologi
Individerna är aktiva på dagen och klättrar i växtligheten. De äter främst frukter samt blad och insekter. Familjegruppens revir är i genomsnitt 29 hektar stort.
Den vanligaste flocken bildas av ett föräldrapar, ett äldre ungdjur och en nyfödd unge. När ett ungdjur lämnar sin flock söker det en partner och bildar ett monogamt par. Liksom hos vrålapor sjunger hanen och honan på morgonen tillsammans. Så visar de sitt anspråk på reviret.
Födan söks huvudsakligen i trädens mellersta och höga delar. Arten sover även i träd.
Honor kan para sig vid alla årstider men mellan två födslar ligger vanligen 40 månader. Dräktigheten varar cirka sju månader och sedan föds en unge. Ungen diar sin mor cirka två år och den stannar fram till könsmognaden som infaller efter cirka åtta år i flocken. Livslängden i naturen uppskattas vara 25 år och vissa individer i fångenskap levde 44 år.

## Status
Svarthandad gibbon hotas främst av habitatförstöring när skogar omvandlas till trädodlingar eller jordbruksmark. Dessa aktiviteter pågår även illegal i skyddszoner som nationalparker. Arten fångas dessutom illegal för att hålla den som sällskapsdjur. IUCN uppskattar att hela beståndet minskade med 50 procent under de gångna 45 åren (tre generationer räknad från 2008) och listar Hylobates agilis som starkt hotad (endangered).

## Bildgalleri (skelett)

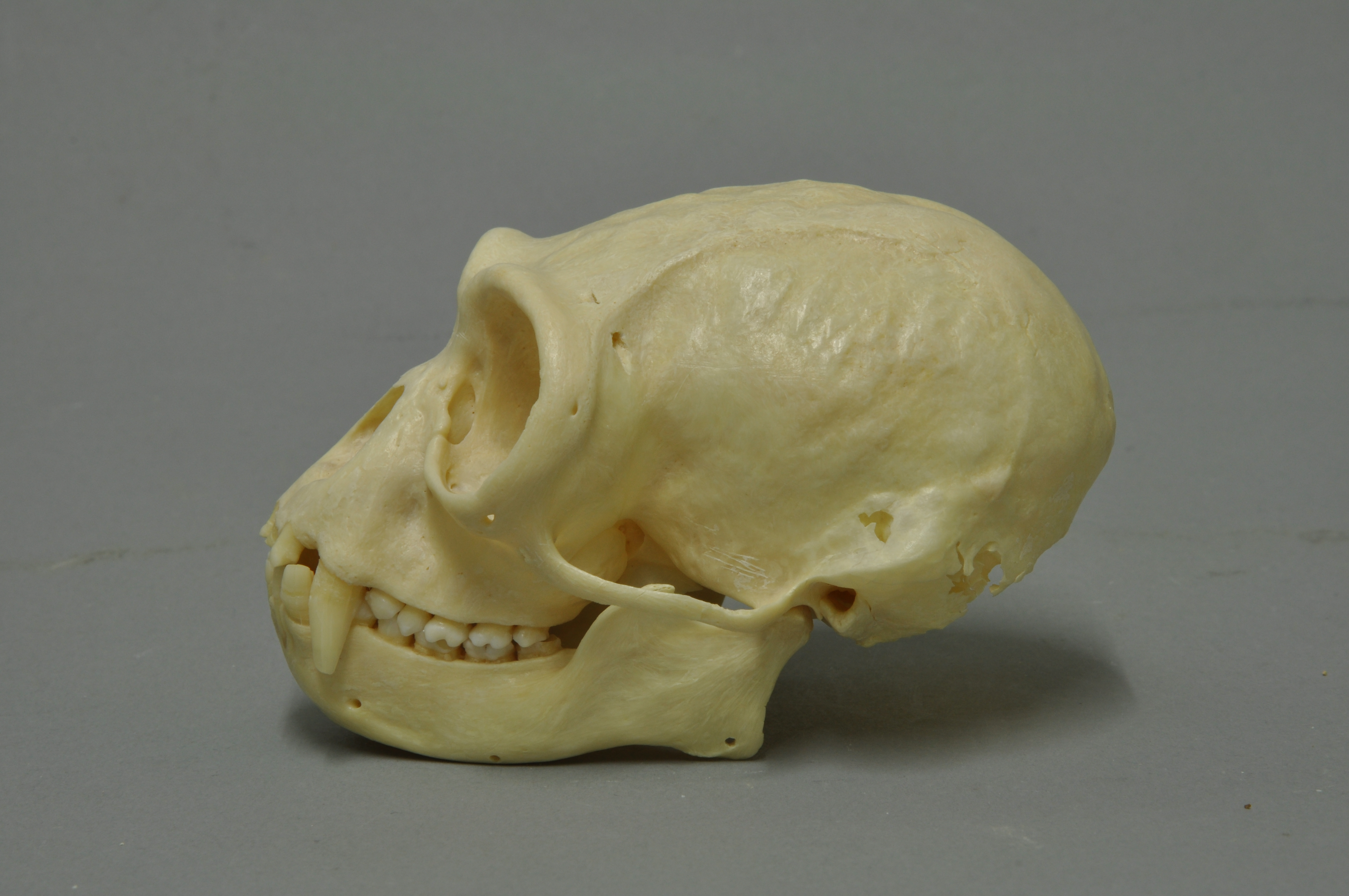
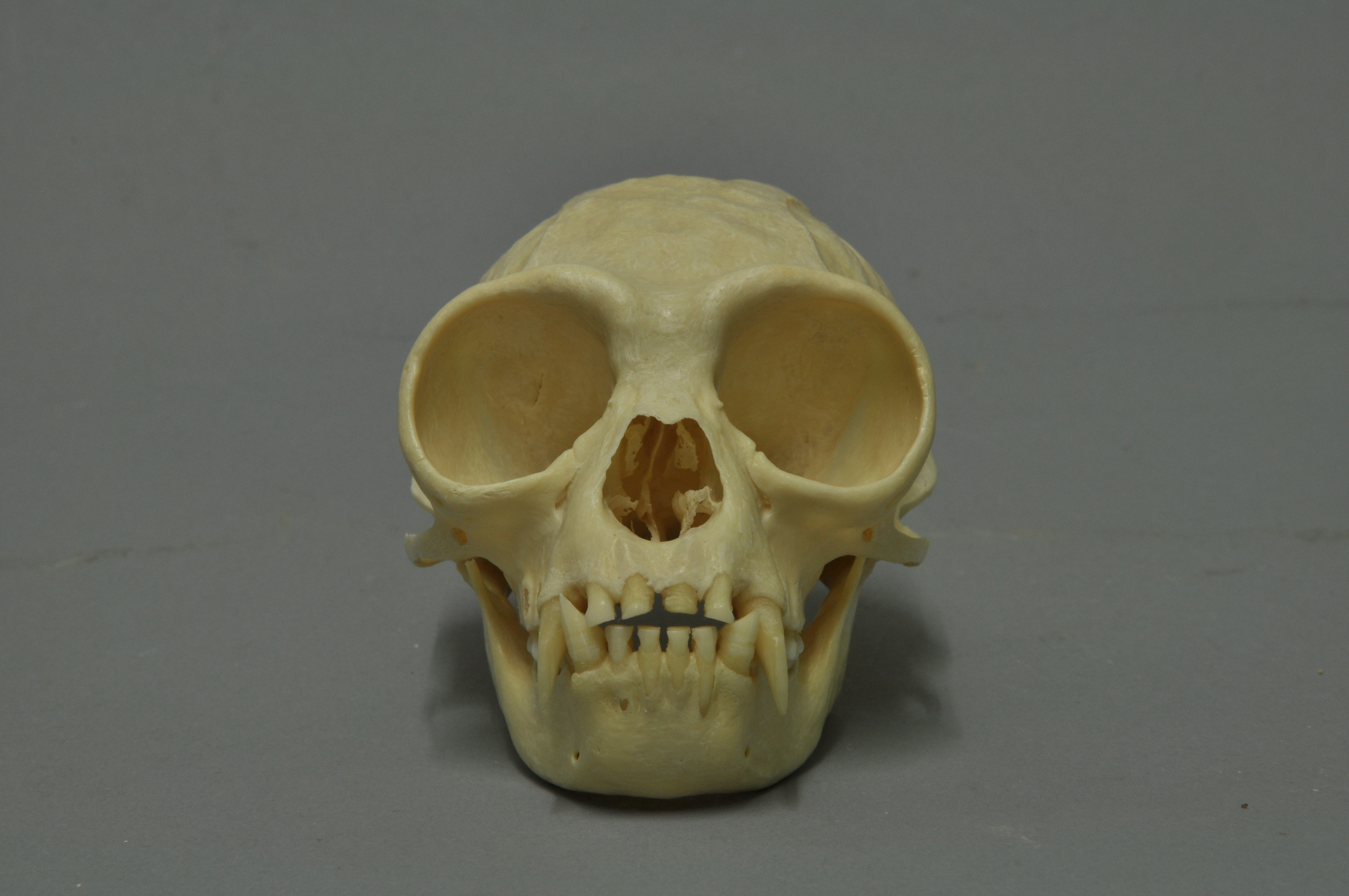
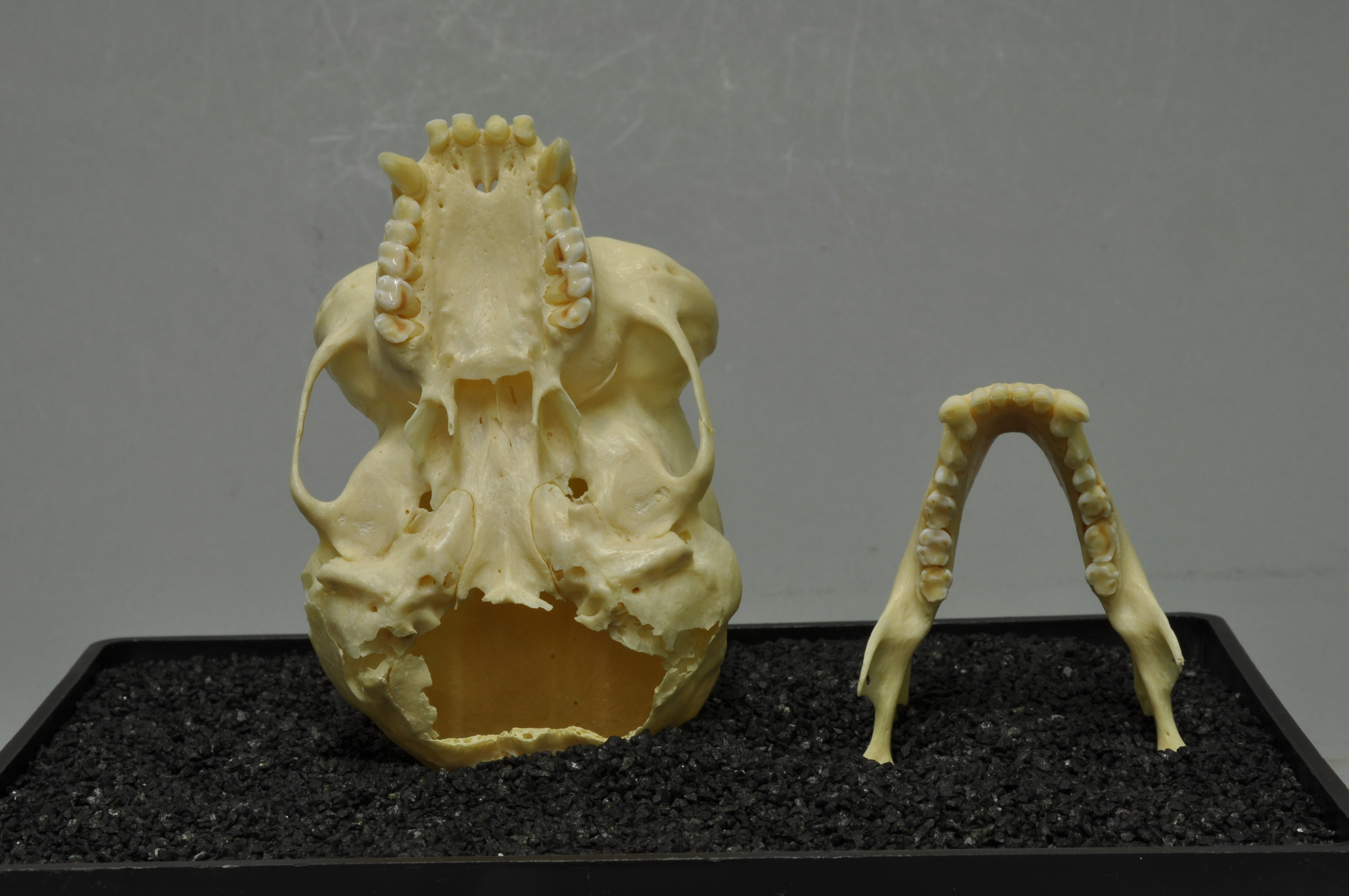
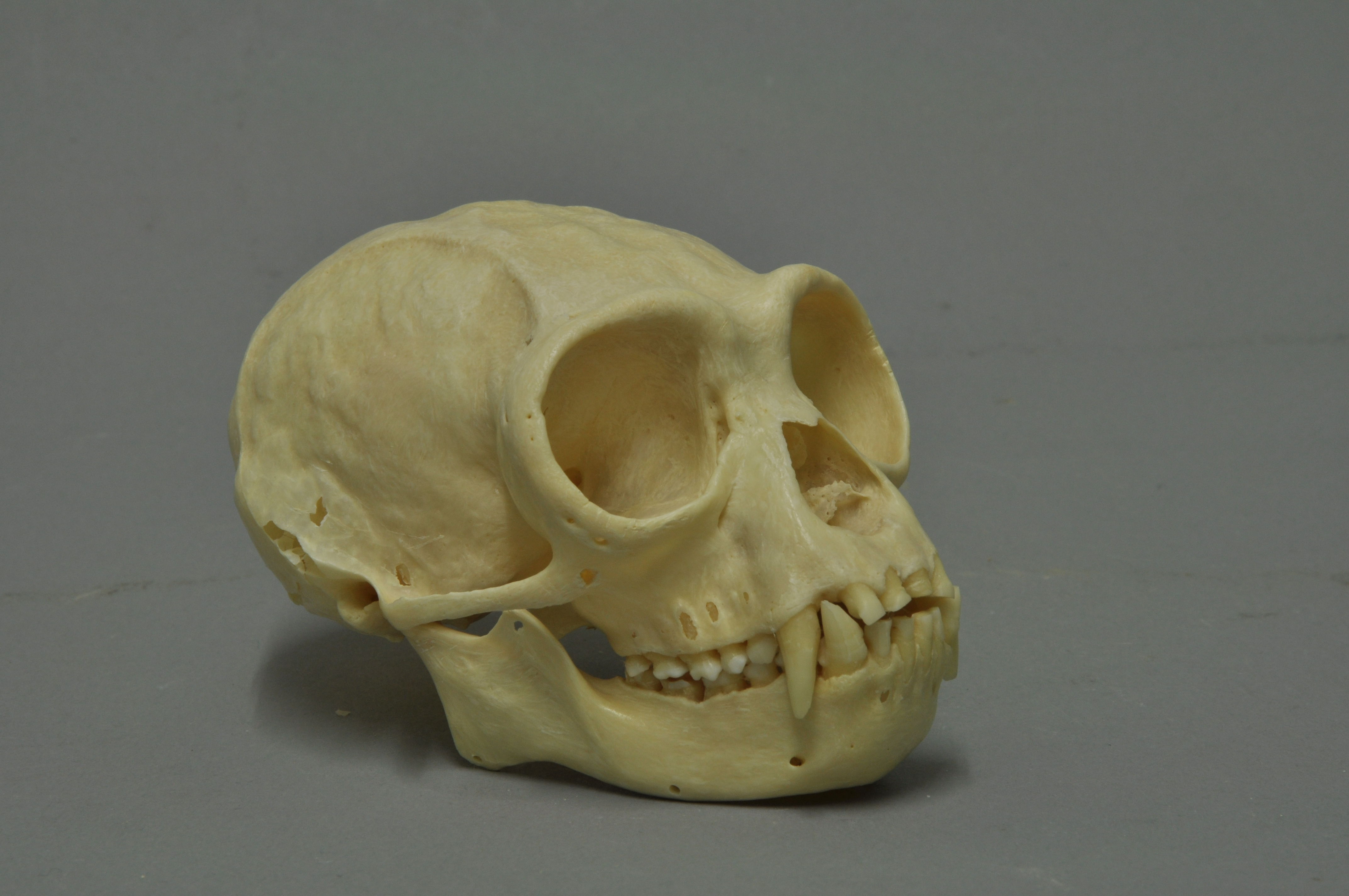